# ميكلوس غال
ميكلوس غال (بالمجرية: Gaál Miklós)‏ هو لاعب كرة قدم مجري، ولد في 13 مايو 1981 في Celldömölk ‏ في المجر. لعب مع أمكار بيرم وزالايغيرزيغي تورنا إغيليت وسلافيا صوفيا ونادي أويبست ونادي فولغا نيجني نوفغورود ونادي ماريتيمو وهايدوك سبليت.

## وصلات خارجية
- ميكلوس غال على موقع قاعدة بيانات كرة القدم.إي يو (الإنجليزية)
- ميكلوس غال على موقع Soccerway.com (الإنجليزية)
- ميكلوس غال على موقع عالم كرة القدم.نت (الإنجليزية)